# الجدول الزمني لمشروع مانهاتن
كان مشروع مانهاتن  مشروعا للبحث والتطوير الذي أنتج أول قنبلة ذرية خلال الحرب العالمية الثانية. كان بقيادة الولايات المتحدة وبدعم من المملكة المتحدة وكندا. من 1942 إلى 1946، كان المشروع تحت إشراف ميجور جنرال ليزلي غروفز من فيلق مهندسي الجيش الأمريكي. المكون العسكرى للمشروع وأقر منطقة مانهاتن. «مانهاتن» أصبحت تدريجيا الاسم الرمزى للمشروع بأكمله. على طول الطريق، وقد استوعب المشروع نظيرته البريطانية في وقت سابق، تيوب اللويز. بدأ مشروع مانهاتن بداية متواضعة في عام 1939، ولكنه نما لتوظيف أكثر من 130,000 شخص والتكلفة تقريبا دولار أميريكى 2  (حوالى $29 مليار في 2025 dollars). وكان أكثر من 90٪ من التكلفة لبناء المصانع وإنتاج المواد الانشطارية ، مع أقل من 10٪ لتطوير وإنتاج الأسلحة. وقد طور نوعين من القنابل الذرية خلال الحرب.الأول بسيط نسبيا سلاح بندقية من نوع الانشطارى تم فيه استخدام اليورانيوم 235، وهو من النظائر التي تشكل 0.7 في المئة فقط من اليورانيوم الطبيعي. لأنها متطابقة كيميائيا مع النظير الأكثر شهرة، اليورانيوم 238، ولديه تقريبا نفس الكتلة، ثبت أنه من الصعب فصله. ثلاث طرق أستخدمت لتخصيب اليورانيوم: الطريقة الكهرومغناطيسية، والانتشار الغازي والرحلان الحراري. تم تنفيذ معظم هذا العمل في أوك ريدج ، تينيسي. وبالتوازي مع العمل على اليورانيوم كانت هناك محاولة لإنتاج البلوتونيوم.
تم بناء مفاعلات في أوك ريدج و هانفورد، واشنطن، حيث كان اليورانيوم قد تم تعريضه للإشعاع و تحويل طبيعته إلى البلوتونيوم. ثم فصل تم البلوتونيوم كيميائيا من اليورانيوم.
تصميم من نوع البندقية ثبت عمليا أنه غير عملى للاستخدام مع البلوتونيوم لذلك فإن تصميما آخر أكثر تعقيدا الانبجار (عملية ميكانيكية) تصميم سلاح نووي قد وضع وبناء عليه تضافرت الجهود في مختبر الأبحاث والتصميم الرئيسي للمشروع في مختبر لوس ألاموس الوطني نيومكسيكو.
وفيما يلي خط زمني من مشروع مانهاتن. وهو يشتمل على عدد من الفعاليات قبل التشكيل الرسمي لمشروع مانهاتن، وعدد من الأحداث بعد إسقاط القنبلتين الذريتين على هيروشيما وناغازاكي، حتى تم استبدال مشروع مانهاتن رسميا بما أصبح يعرف الآن بهيئة الطاقة الذرية في عام 1947.

## 1939

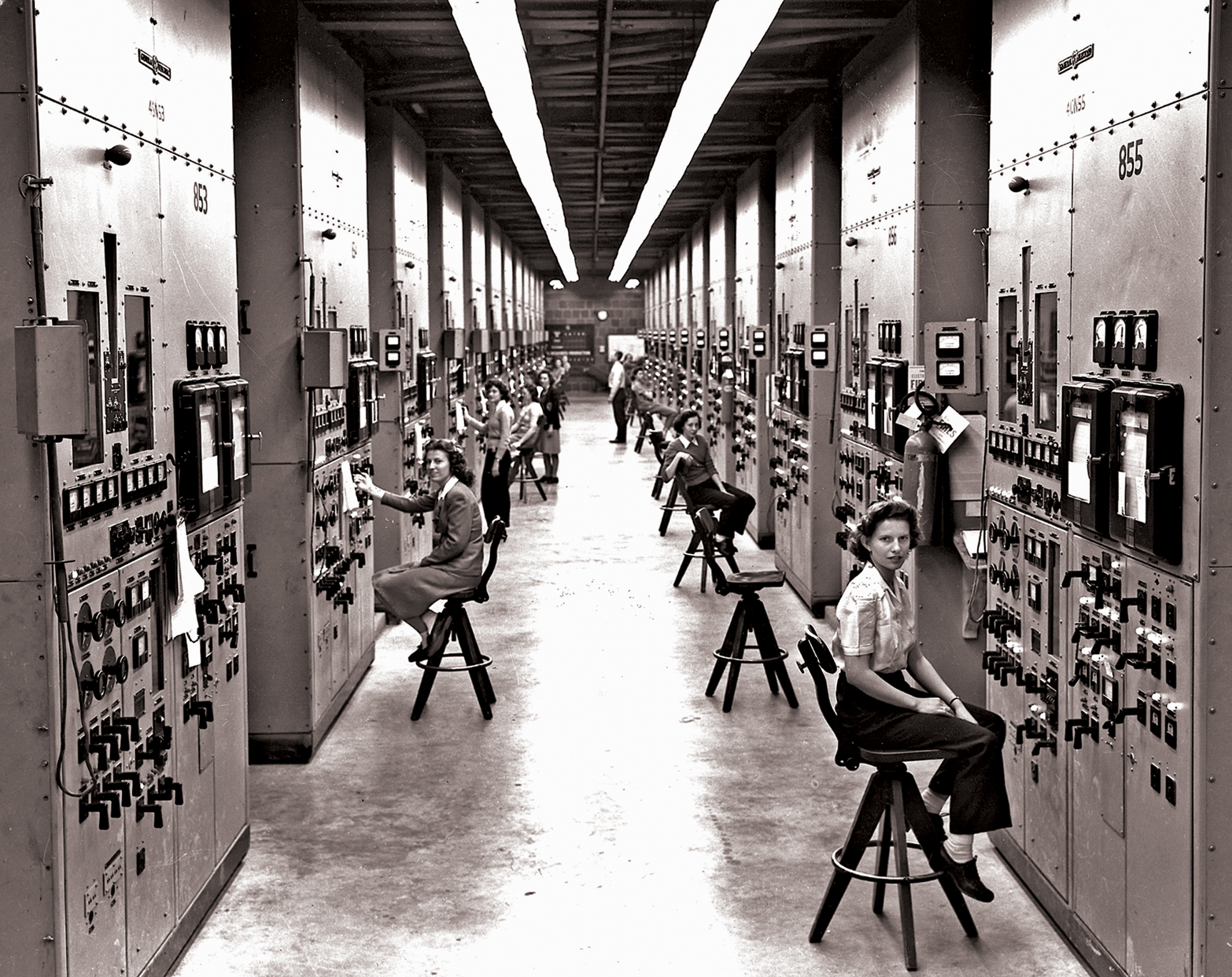
المشغلين في لوحات التحكم في كاليترون في واى-12. غلاديس أوينز، المرأة التى تجلس في المقدمة، لا يعرف ما إذا كانت قد شاركت حتى رؤية هذه الصورة في الجولة العامة للمنشأة بعد خمسين عاما.

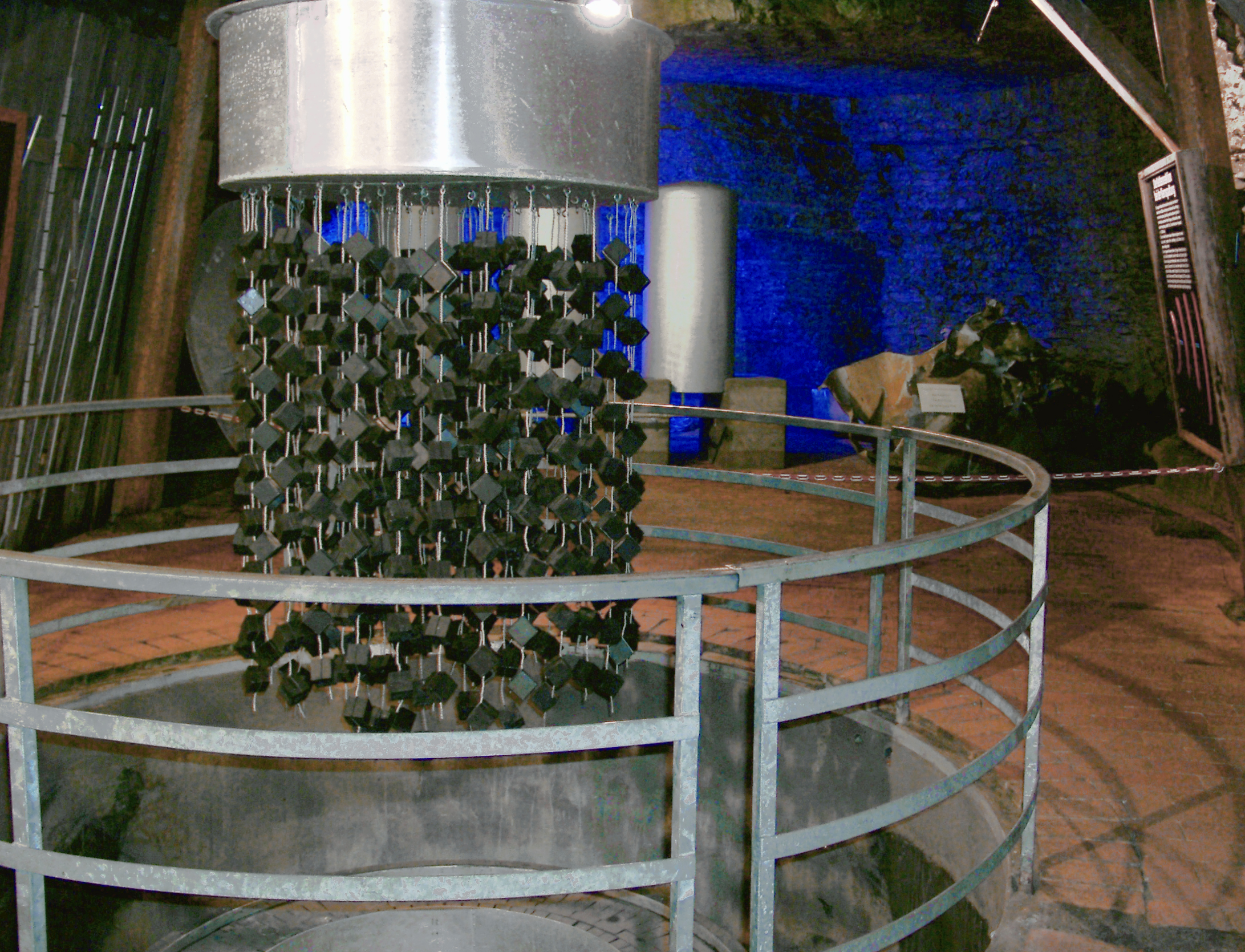
نسخة طبق الأصل من مشروع السلاح النووي الألماني المفاعل التجريبي الألماني النووي في هايغرلوخ التي تم التقاطها بواسطة مهمة الصوص

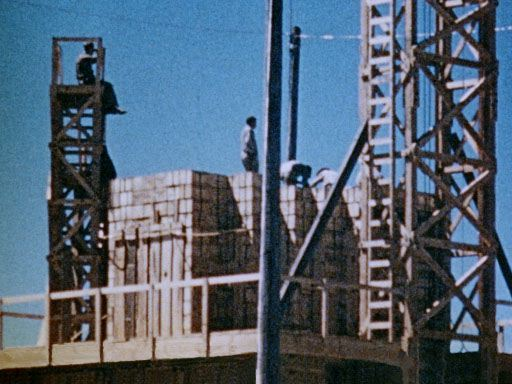
إختبار التفجير الهائل 100 طن

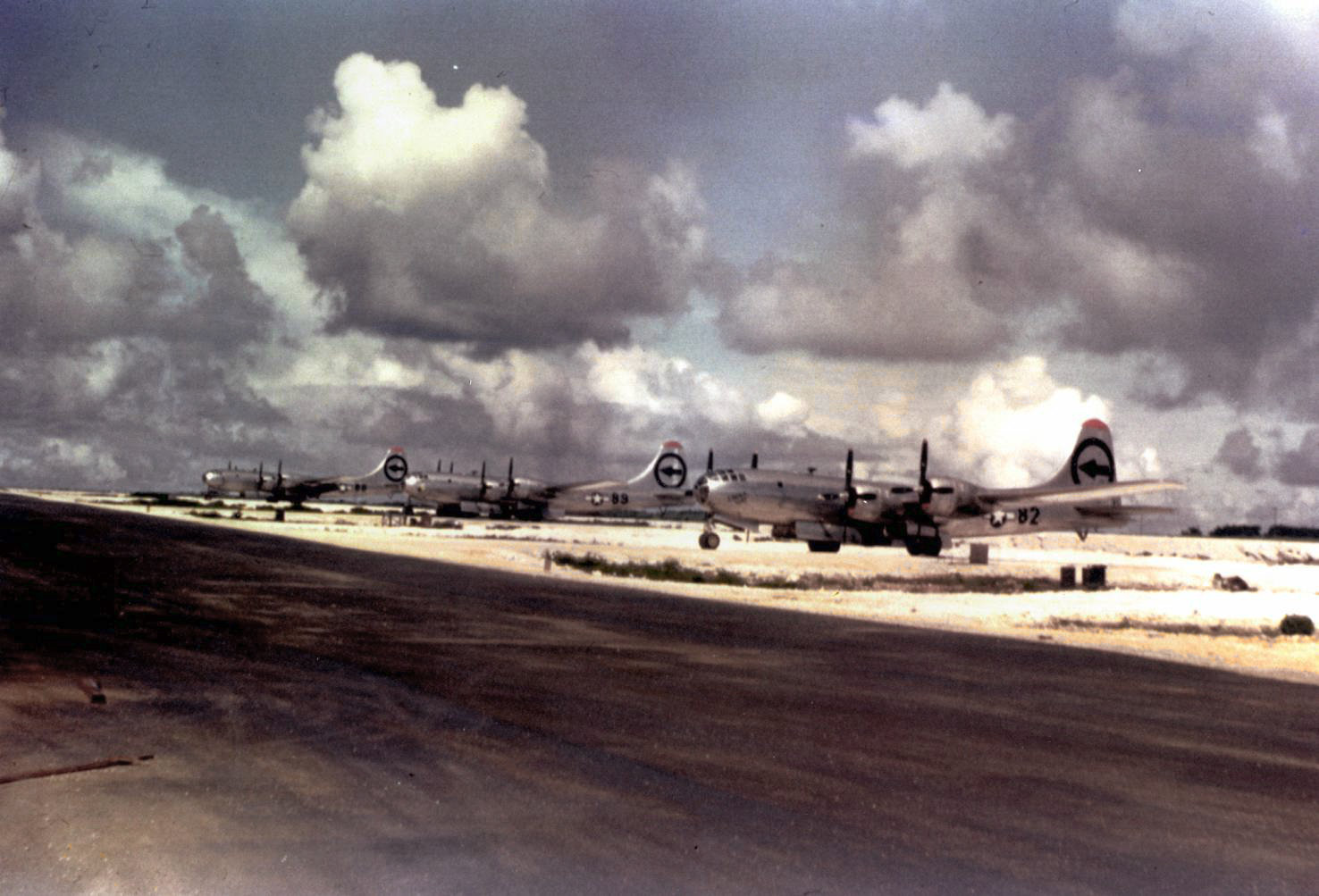
طائرات من المجموعة المركب 509 التي شاركت في قصف هيروشيما وناغازاكي.من اليسار إلى اليمين: طائرة احتياطية، والفنان العظيم، إينولا جاي

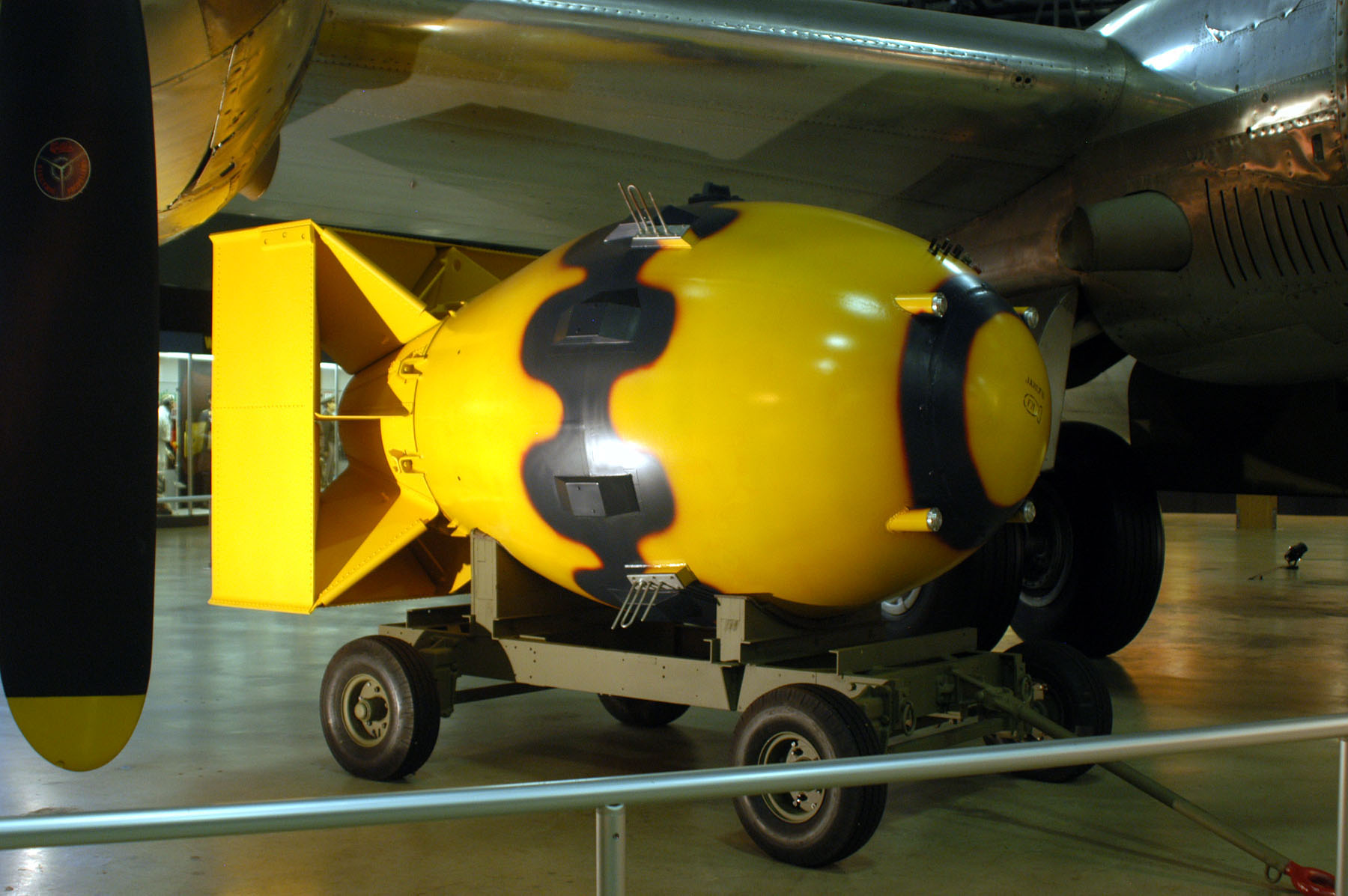
غلاف من قنبلة نووية الرجل السمين ، رسمت مثل تلك التي ألقيت على ناغازاكي

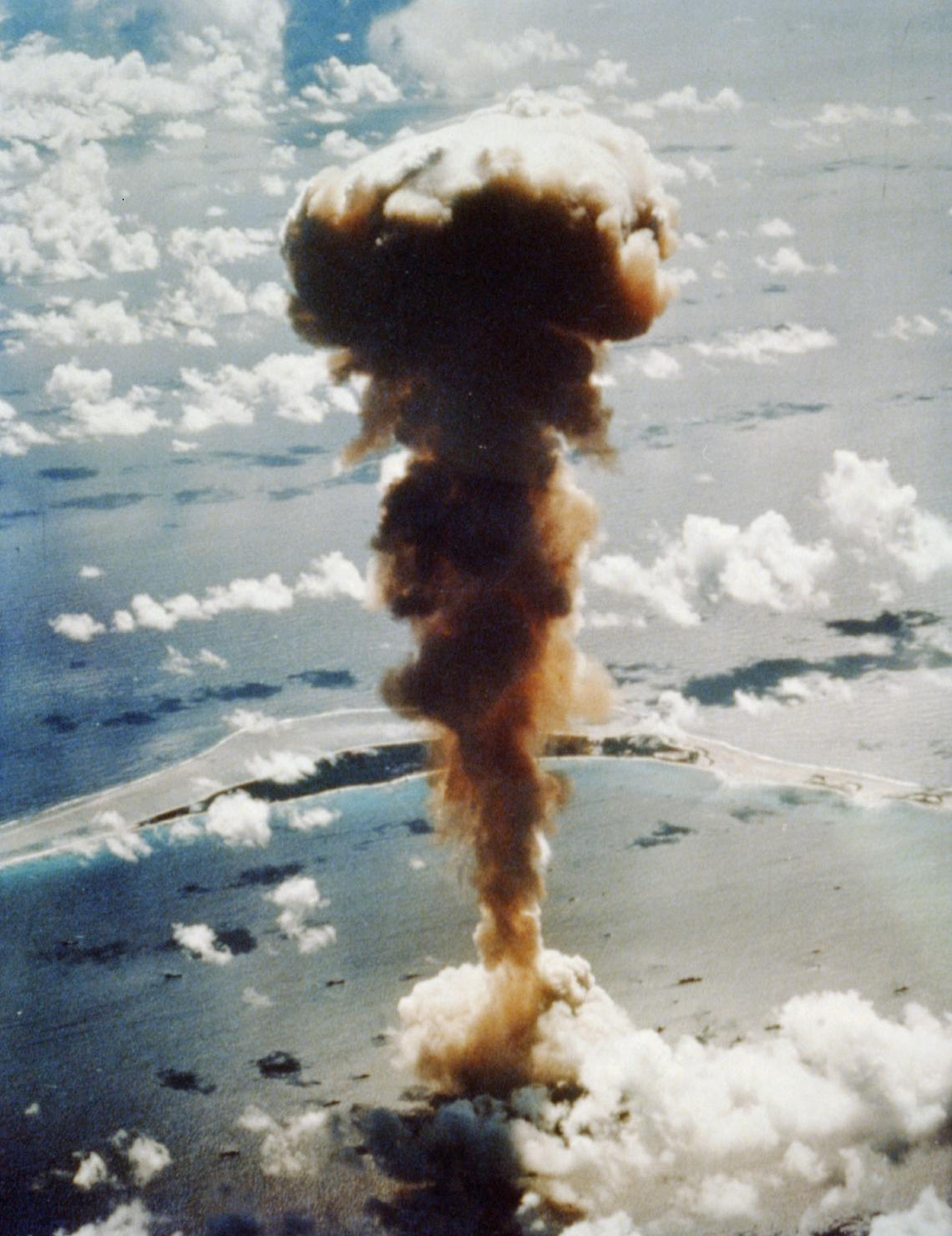
منظر جوي لعملية مفترق الطرق Able سحابة تتصاعد من البحيرة مع جزيرة بيكيني مرئية في الخلفية

- 2 أغسطس: ألبرت أينشتاين يوقع على رسالة آينشتاين سزيلارد، من تأليف الفيزيائي ليو سزيلارد وموجهة إلى الرئيس فرانكلين روزفلت ، وتقديم المشورة له فيما يختص بتمويل البحوث لإمكانية استخدام الانشطار النووي كسلاح حيث ألمانيا النازية قد سارت على نفس الدرب أيضا في إجراء مثل هذه البحوث.

- 3 سبتمبر: بريطانيا العظمى وفرنسا قامتا بإعلان الحرب على ألمانيا النازية كرد فعل لغزوها بولندا، وقد شكل هذا بداية الحرب العالمية الثانية. [5]
- 11 أكتوبر: الإيكونوميست الكسندر ساكس يلتقي الرئيس روزفلت ويسلمه رسالة آينشتاين سزيلارد. روزفلت يجيز إنشاء اللجنة الاستشارية لليورانيوم.[6]
- 21 أكتوبر: الاجتماع الأول للجنة اليورانيوم، برئاسة ليمان بريغز من المكتب الوطني للمعايير. وتبلغ ميزانيتها 6000 $ لتجارب نيوترون.[7]

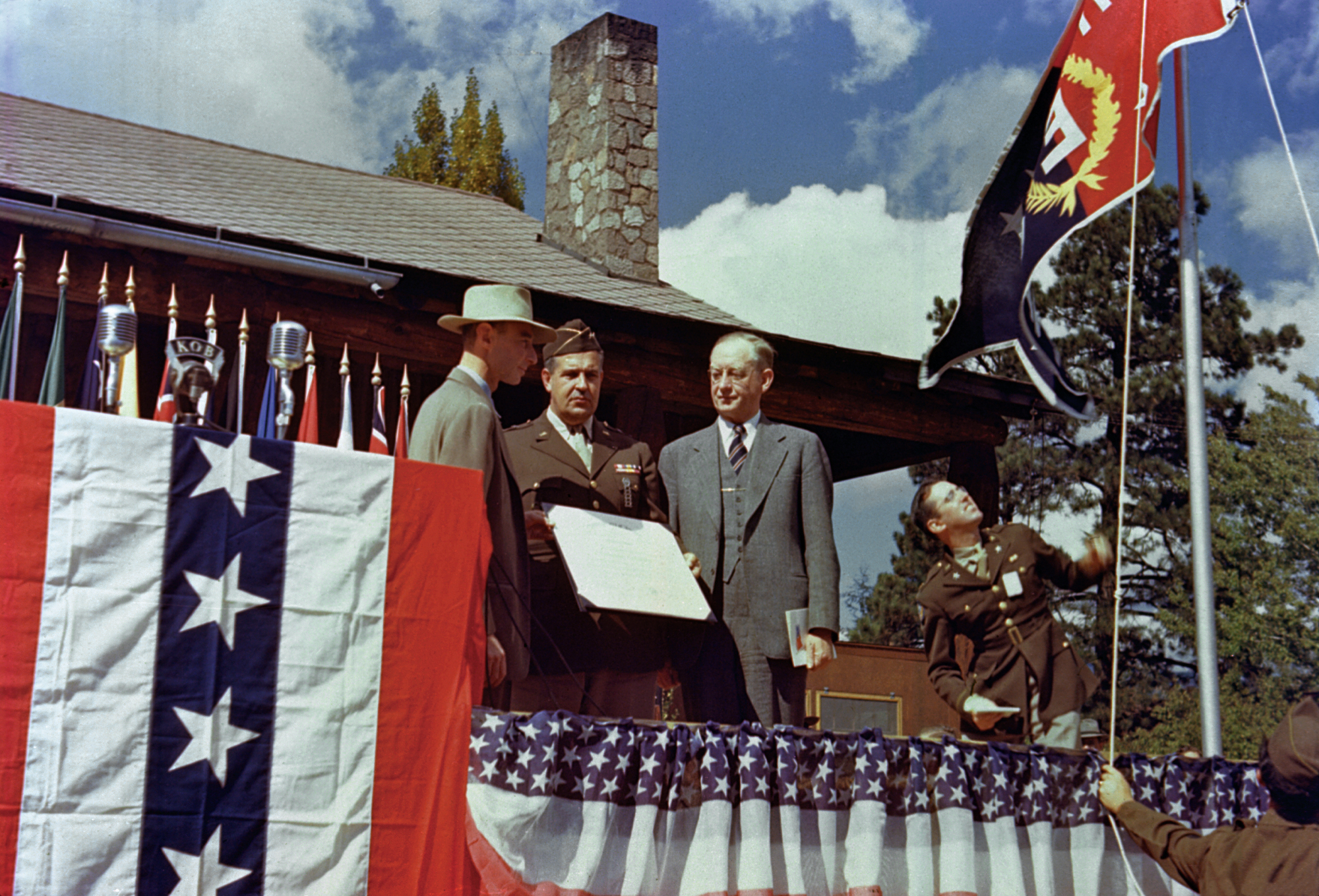
مدير مختبر لوس ألاموس روبرت اوبنهايمر (يسار)، مدير مشروع مانهاتن اللواء ليزلي غروفز (في الوسط) ورئيس جامعة كاليفورنيا روبرت جوردون سبرول (اليمين) في حفل لتقديم جائزة المختبر في
سلاح البحرية جائزة "إى" في أكتوبر 1945

## 1940
- 2 مارس: فريق جون ر. دانينغ من جامعة كولومبيا يتحقق من فرضية نيلز بور وهى الفرضية القائلة بأن اليورانيوم 235 هو المسؤول عن الانشطار بواسطة النيوترون البطيء .[10]
- 10 مارس: جامعة برمنغهام - علماء يقيمون ورقة من أوتو فريش ورودولف بييرالز مذكرة فريش-بييرالز، التي تقدر أن القنبلة الذرية قد يحتاج أقل قدر حوالى).450 جرام أي مايوازى وزن رطل من اليورانيوم.

1 رطل (0.45 كـغ) من اليورانيوم المخصب للعمل. يتم إعطاء مذكرة إلى مارك أوليفانت، الذي بدوره يتم تسليمه إلى السير هنري تيزارد.

- 10 أبريل: لجنة مود التي وضعها تيزارد للتحقق من جدوى القنبلة الذرية.[12]
- 21 مايو: يقترح جورج كستياكوفسكى استخدام الانتشار الغازي كوسيلة لفصل النظائر.[13]
- 12 يونيو: روزفلت يخلق لجنة الدفاع الوطني للبحوث (NDRC) تحت رئاسة فنفر بوش، التي تنهى لجنة اليورانيوم.

- 6 سبتمبر: يقول بوش بريغز أن NDRC ستوفر مبلغ 40000 $ لمشروع اليورانيوم.[15]

## 1941
- 25 فبراير: اكتشاف قاطع لعنصر البلوتونيوم بواسطة غلين سيبورغ وآرثر فاهل .[16]* 17 مايو: تقرير صادر عن آرثر كومبتون والأكاديمية الوطنية للعلوم تصدر الذي يجد مواتية آفاق تطوير إنتاج الطاقة النووية للاستخدام العسكري.

- 28 يونيو: روزفلت يقرر إنشاء مكتب البحث العلمي والتنمية (OSRD) تحت إشراف فانيفار بوش بموجب أمر تنفيذي 8807.[18] OSRD تستوعب NDRC واللجنة اليورانيوم. جيمس ب. كونانت ينجح بوش رئيسا للجنة الإصلاح والتنمية.[19]
- 2 يوليو: يختار للجنة مود جيمس تشادويك لكتابة مسودته الثانية (والنهائية) من تقريرها عن تصميم وتكاليف تطوير القنبلة.

- 15 يوليو: تصدر لجنة مود تقرير فني مفصل نهائي على تصميم وتكاليف لتطوير قنبلة نووية. نسخة مسبقة تم إرسالها إلى فانيفار بوش الذي قرر أن ينتظر النسخة الرسمية قبل اتخاذ أي إجراء.[21]
- 3 أغسطس: مارك أوليفانت يسافر إلى الولايات المتحدة الأمريكية حيث سعى لحث تطوير قنبلة بدلا من إنتاج الطاقة.[22]
- 3 سبتمبر: رؤساء لجنة الأركان البريطانية أقرت الموافقة على مشروع الأسلحة النووية.[23]
- 3 أكتوبر: صورة رسمية من تقرير مود (كتبه تشادويك) يصل ويسلم إلى بوش.[22]
- 9 أكتوبر: بوش يأخذ تقرير مود لعرضه غلى روزفلت، الذي يقر المشروع لتأكيد نتائج مود لروزفلت ويطلب من بوش صياغة الرسالة حتى يتسنى للحكومة البريطانية ان تفترب من قرار «القمة». [24]
- 6 ديسمبر: بوش يعقد اجتماعا لتنظيم المشروع البحثي المعجل، لا تزال تدار من قبل آرثر كومبتون. هارولد أوري تم تعيينه إلى تطوير البحوث في الانتشار الغازي كوسيلة من وسائل تخصيب اليورانيوم، في حين أن ارنست O. لورنس تم تعيينه للتحقق في طرق الفصل الكهرومغناطيسي. كومبتون يضع قضية البلوتونيوم أمام بوش وكونانت.

- 7 ديسمبر: هجوم بيرل هاربور الياباني. الولايات المتحدة وبريطانيا العظمى أصدرتا إعلانا رسميا للحرب ضد اليابان في اليوم التالي.

- 11 ديسمبر: الولايات المتحدة تعلن الحرب على ألمانيا وإيطاليا.[27]
- 18 ديسمبر: برعاية الاجتماع الأول لل OSRD S-1 لجنة اليورانيوم، مكرسة لتطوير أسلحة نووية.[28]

## 1942
- 19 يناير: روزفلت يجيز رسميا مشروع القنبلة الذرية.

- 24 يناير: كومبتون يقرر تركيز العمل في مشروع البلوتونيوم في جامعة شيكاغو

- 19 يونيو: يتم تشكيل اللجنة التنفيذية S-1، وتتألف من بوش، كونانت، كومبتون، لورانس وأوري.

- 25 يونيو: يختار S-1 اللجنة التنفيذية ستون & و بستر مقاولا رئيسيا لأعمال البناء في موقع ولاية تينيسي.

- يوليو-سبتمبر: الفيزيائي روبرت أوبنهايمر يعقد مؤتمرا في الصيف في جامعة كاليفورنيا، بيركلي لمناقشة تصميم القنبلة الذرية. إدوارد تيلر أثار احتمال وجود القنبلة الهيدروجينية كنقطة رئيسية للمناقشة.

- 30 يوليو: السير جون أندرسون تحث رئاسة رئيس الوزراء ونستون تشرشل لمتابعة مشروع مشترك مع الولايات المتحدة.

- 13 أغسطس: مشروع مانهاتن مع جيمس مارشال تم تأسيس حى المهندس من قبل رئيس فيلق جيش الولايات المتحدة الأمريكية للمهندسين، اللواء يوجين ريبولد، اعتبارا من 16 أغسطس اب.

- 17 سبتمبر: اللواء ويلهلم د. ستاير وريبولد أمر العقيد ليزلي غروفز لتولي المشروع.

- 23 سبتمبر: يتم الترويج للعميد، ويصبح مدير المشروع. اللجنة العسكرية السياسة، التي تتألف من بوش (مع كونانت كبديل له)، ستاير و الاميرال وليام ر. بورنل تم إنشاؤه للإشراف على المشروع.

- 29 سبتمبر: وكيل وزارة الحرب روبرت باترسون يرخص سلاح المهندسين للحصول على 56,000 أكر (23,000 ها) في ولاية تينيسي ل الموقع إكس، الذي سيصبح أوك ريدج، تينيسي المختبرات ومواقع الإنتاج.

- 26 سبتمبر: ويرد مشروع مانهاتن الإذن لاستخدام على أعلى تقدير في زمن الحرب الأولوية من قبل مجلس الإنتاج الحربي.

- 19 أكتوبر: جروفز يعين اوبنهايمر لتنسيق البحث العلمي للمشروع في الموقع واى المختبر.

- 16 نوفمبر: جروفز وأوبنهايمر يزوران

لوس ألاموس، نيو ميكسيكو وتم تعيين البقعة كالموقع واى.

- 2 ديسمبر: شيكاغو بايل -1، أول مفاعل نووي يصبح حرجا في جامعة شيكاغو تحت قيادة وتصميم إنريكو فيرمي، وتحقيق الاكتفاء الذاتي رد فعل بعد شهر واحد بدأ البناء.

## 1943
- 16 يناير: جروفز يوافق على تطوير موقع هانفورد

.
- 9 فبراير: باترسون يوافق على تخصيص 400,000 أكر (160,000 ها) في هانفورد.

- 18 فبراير: بدأ إنشاء واى-12، وهو مصنع فصل كهرومغناطيسي ضخم لتخصيب اليورانيوم في أوك ريدج.

- 1 أبريل: تم تأسيس مختبر لوس ألاموس.

- 05-14 أبريل: روبرت صربر يسلم محاضرات تمهيدية في لوس ألاموس، في وقت لاحق ويتم تجميعها في  لوس ألاموس التمهيدي .

- 20 أبريل: إن جامعة كاليفورنيا تصبح مدير الأعمال الرسمي لمختبر لوس ألاموس الوطني .

- منتصف 1943: وكانت لجنة S-1  قد تم إنهاؤها  بحلول منتصف عام 1943، حيث حلت محلها لجنة السياسة العسكرية.

* 2 حزيران: بدء أعمال بناء كى 25، أو مصنع الانتشار الغازي.

- يوليو: الرئيس يعلن مختبر لوس ألاموس الوطنى، كلينتون الأشغال الهندسية (CEW) و موقع هانفورد (HEW)، والمناطق العسكرية. حاكم ولاية تينيسي برنتيس كوبر سلم رسميا إعلان جعل أوك ريدج منطقة عسكرية لا تخضع لسيطرة الدولة من قبل ضابط صغير (ملازم) وقيل أنه مزق ذلك الإعلان الرسمى ورفض رؤية مهندس المنطقة الوسطى اللفتنانت كولونيل جيمس مارشال ..وعين مهندس حي جديد كينيث نيكولز كان لاسترضاءه.[49][50]
- 10 يوليو: العينة الأولى من البلوتونيوم تصل إلى لوس ألاموس.[51]
- 13 أغسطس: اختبار السقوط الأول من سلاح إنشطاري من نوع بندقية في داهلغرن بروفنج جرويند تحت إشراف نورمان إف. رمزي.

- 13 أغسطس: كينيث نيكولز يستبدل مارشال كرئيس لمنطقة المهندس مانهاتن.

واحدة من أولى مهامه كمهندس حي هو نقل مقر قيادة المنطقة إلى أوك ريدج، على الرغم من أن اسمها لم يتغير.

- 19 أغسطس: روزفلت وتشرشل يوقعان إتفاق كيبيك

- 8 سبتمبر: الاجتماع الأول للجنة السياسة المشتركة، التي أنشئت بموجب اتفاق كيبيك لتنسيق الجهود التي تبذلها الولايات المتحدة والمملكة المتحدة وكندا. وزير الخارجية الاميريكى للحرب هنري ستيمسون، بوش وكونانت هم الاعضاء الأميركيين. المشير السير جون ديل والعقيد ج.ج. لبلبويلين هم الاعضاء البريطانيين، و س.د. هاو هو العضو الكندي. [55]
- 10 أكتوبر: انطلاق أعمال البناء لأول مفاعل في موقع هانفورد

- 4 نوفمبر: إكس-10 مفاعل الجرافيت يذهب حاسما في أوك ريدج.

- 3 ديسمبر: البعثة البريطانية، 15 عالما بما في ذلك رودولف بييرتس، فرانز سايمون وكلاوس فوكس، يصلوا إلى نيوبورت نيوز بولاية فيرجينيا.